# Goshute
Els goshute són una banda dels amerindis xoixons occidentals. La seva llengua és un dialecte del xoixon. El nom goshute podria derivar tant d'un líder anomenat Goship o de Gutsipupiutsi, una paraula xoixon que vol dir gent del desert. Actualment hi ha dues tribus reconegudes federalment goshutes:
- Tribus Confederades de la Reserva Goshute, situada a Nevada i Utah
- Banda Skull Valley d'Indis Goshute de Utah de la reserva índia de Skull Valley, situada a Utah

## Cultura
Els goshute visvien a la zona més desolada del que avui és la part occidental de Utah i la part oriental de Nevada. Abans del contacte vivien en un nivell mínim de subsistència sense excedents econòmics en què es podria construir una estructura social més elaborada. S'organitzaven principalment en famílies nuclears, caçaven i recol·lectaven en grups familiars i sovint cooperaven amb altres grups familiars que generalment componien un llogaret. La majoria dels goshutes només s'unien a altres famílies dos o tres cops a l'any, generalment per a recollir pinyes pinyoneres, per a caceres comunals de dues a sis setmanes, i l'allotjament d'hivern, que era per a un període més llarg. Aquestes reunions duraven no més de dos a sis setmanes, tot i que les reunions d'hivern eren més llargues, amb famílies organitzades sota un dagwani o cap de poble.
Els goshutes caçaven llangardaixos, serps, petits peixos, ocells, esquirols, conills, rates, guineus, esquirols, i quan podien antílops, ossos, coiots, cérvols, uapití, i muflons. La caça major era desenvolupada generalment pels homes i la compartien amb altres membres del llogaret. Les dones i nens plegats collien prop de 100 espècies d'hortalisses i llavors silvestres, la més important els pinyons. També recollien insectes, principalment formigues vermelles, grills i llagostes. Tanmateix una família era capaç de mantenir a la majoria de les seves necessitats sense ajuda. Llur artesania tradicional inclou el treball amb perles i la cistelleria.
Abans del contacte amb els mormons els goshutes hivernaven a la vall Deep Creek en cases excavades construïdes amb pals de salze i terra coneguts com a wiki-ups. A la primavera i l'estiu recollien cebes silvestres, pastanagues i patates, i caçaven animals petits a les muntanyes.

## Història
Els goshute són una de les tribus de la Gran Conca, i llur territori tradicional s'estén del Gran Llac Salat al Steptoe Range a Nevada, i la sud fins a Simpson Springs. En aquesta zona, els goshute eren concentrats en tres àrees: Deep Creek Valley vora Ibapah en la frontera Utah-Nevadar, Simpson Springs més al sud-ést, i les valls de Skull i Tooele.
Als segles xviii i xix els caçadors d'esclaus navajo i ute van fer nombroses preses entre els goshute. A finals del segle xix van obtenir cavalls de les tribus veïnes. No va ser fins a la publicació del diari de Jedediah Smith en que apareix la primera descripció escrita del goshute, feta mentre Smith tornava d'un viatge a Califòrnia en el seu camí al llac Bear. Durant les següents dues dècades el contacte europeu amb els goshutes fou esporàdic i insignificant. Només després de l'arribada dels mormons en 1847 els goshutes entraren en contacte continu i prolongat amb els blancs.
Aviat la febre de l'or de Califòrnia i més tard caravanes de grups d'emigrants travessaren el seu territori contínuament en la ruta cap a l'oest a Califòrnia. Els mormons es van traslladar a la vall de Tooele en 1855 i van hivernar a Rush Valley. Els mormons van establir comunitats a Tooele, Grantsville i Ibapah, tots ells llocs importants per als goshutes. Els animals domèstics dels nouvinguts representaven una font important de competència pels recursos alimentaris goshutes. Al fràgil medi ambient del desert de la Gran Conca del desert els animals es mengen les plantes i l'herba, i bevien molta aigua, sempre escassa. Els goshutes començaren a matar el seu bestiar i a amenaçar els colons en un va intent de forçar els blancs a marxar cap als seus països d'origen.
El contacte s'incrementà quan els militars s'establiren a Camp Floyd vora Fairfield, i més tard el Pony Express i el Butterfield Overland Mail obriren estacions al llarg de la ruta Central Overland entre Fairfield, Simpson Springs, Fish Springs, i Deep Creek. Poc després les línies telegràfiques s'encadenen al llarg d'aquesta ruta. Els ramaders i agricultors es van traslladar a la regió, igual que les estacions, prenent les millors terres disponibles amb aigua i farratge, recursos sense els quals els goshute no hi podien sobreviure.

### Guerra goshute
Finalment, després dels atacs a les estacions i diligències de Central Overland en la dècada de 1860, els Voluntaris de Califòrnia de l'Exèrcit de la Unió sota el comandament del brigadier general Patrick E. Connor atacà als goshutes, matant-ne molts i obligant als supervivents a signar un tractat. El tractat no els va cedir la terra o la sobirania però acordava posar fi a totes les accions hostils contra els blancs i permetre diverses rutes de viatge per passar a través del seu país. També van acordar la construcció de llocs militars i estacions sempre que fos necessari. Es permetria la construcció de línies de diligències, telegràfiques i de ferrocarrils a través del seu territori; es permetria explotar mines, molins i ranxos i es podria tallar fusta. El govern federal es va comprometre a pagar als goshute 1.000 $ l'any durant vint anys com a compensació per la destrucció de la seva cacera. El tractat va ser signat el 13 d'octubre de 1863, ratificat en 1864 i anunciat pel president Lincoln el 17 de gener de 1865.

## Tribus Confederades de la reserva Goshute
Les Tribus Confederades de la reserva índia Goshute està formada pels pobles goshute, paiute i bannock. La reserva es troba a banda i banda de la frontera Nevada-Utah, a 39° 52′ 17″ N, 114° 04′ 13″ O / 39.87139°N,114.07028°O al comtat de White Pine a Nevada, i als comtats de Juab i Tooele a Utah. (la secció del Comtat de Tooele, situada al sud d'Ibapah (Utah), es desconnecta geogràficament de la resta de la reserva) Té una superfície de 177,42 milles quadrades (459,517 km²) i una població resident de 105 persones segons el cens dels Estats Units del 2000.
La tribu ratificà llur constitució en 1940. En 1993, tenia enregistrats 413 membres.

## Banda Skull Valley d'indis Goshute de Utah
La reserva índia de Skull Valley es troba al comtat de Tooele, a mig camí entre la Reserva Goshute i Salt Lake City. A l'est hi ha la instal·lació d'emmagatzematge de gas nerviós i al nord hi ha la planta de Magnesium Corporation que ha tingut greus problemes ambientals. La reserva és un lloc proposat per a un embalatge nuclear de 820 acres per a 40.000 tones de combustible nuclear usat. Només s'han adaptat 120 acres i la resta de la terra és zona d'amortiment. Vuit anys i mig després de l'aplicació aquesta instal·lació va ser autoritzada per la NRC.
L'actual cap tribal és Lori Bear Skiby substituint al seu pare Lawrence Bear. L'oficina de la banda Skull Valley dels Goshute és a 1198 N. Main Street a Tooele, Utah. A finals de 2008 hi havia 133 membres registrats.